# Friederike Caroline Neuber
Friederike Caroline Neuber, ("Die Neuberin") född Weissenborn, född 9 mars 1697 i Reichenbach im Vogtland, död 30 november 1760 i Laubegast nära Dresden, var en tysk skådespelerska och en av de mest framstående personligheterna i tyska teaterns historia.
Hon var dotter till en domstolsinspektör. Förhållandet till föräldrarna var så dåligt att hon tre gånger rymde från hemmet. Den senaste gången var 1717 i sällskap med den studerande Johann Neuber, som 1718 blev hennes make, sedan bägge ingått vid en teatertrupp. 1727 blev hon utnämnd till hovskådespelerska med egen trupp, vars ekonomi sköttes av hennes man. Friederike arbetade i Leipzig i förening med Johann Christoph Gottsched och engagerade sig för franska dramats införande samt verkställde 1737 pjäsen "Hanswurst". Efter denna tid började hon hemsökas av motgångar och kabaler, som blev henne övermäktiga, och hon dog fattig och övergiven.